# Colliers Classic
La Colliers Classic est une course cycliste danoise créée en 1997, disputée dans la région d'Aarhus (Jutland-Central). Elle s'est appelée successivement CSC Classic et GP Aarhus. Elle fait partie de l'UCI Europe Tour de 2005 jusqu'à sa dernière édition en 2007.

## Palmarès
| Année | Vainqueur           | Second               | Troisième          |
| ----- | ------------------- | -------------------- | ------------------ |
| 1997  | Bjarne Riis         | Frank Høj            | Eric De Clercq     |
| 1998  | Romāns Vainšteins   | Uroš Murn            | Denis Rasmussen    |
| 1999  | Allan Johansen      | Nicolaj Bo Larsen    | Torsten Schmidt    |
| 2000  | Arvis Piziks        | Jans Koerts          | Niko Eeckhout      |
| 2001  | Michael Sandstød    | Nicolaj Bo Larsen    | Arvis Piziks       |
| 2002  | Laurent Jalabert    | Allan Johansen       | Rik Reinerink      |
| 2003  | Jakob Piil          | Scott Sunderland     | Jørgen Bo Petersen |
| 2004  | Kurt Asle Arvesen   | Magnus Bäckstedt     | Allan Johansen     |
| 2005  | Jacob Moe Rasmussen | Michael Reihs        | René Jørgensen     |
| 2006  | Erwin Thijs         | Edvald Boasson Hagen | Niki Terpstra      |
| 2007  | Juan José Haedo     | Alex Rasmussen       | Jens-Erik Madsen   |